# Khalid Al-Qassimi
Khalid Al-Qassimi (Abu Dhabi, Emirats Àrabs Units, 18 de febrer, 1972) és un pilot de ral·lis de l'emirat d'Abu Dhabi, l'emirat més gran dels Emirats Àrabs Units. Guanyador del Campionat de Ral·lis de l'Orient Mitjà 2002 en la categoria de producció i el 2004 en categoria absoluta.
A mitja temporada de 2007 es convertí en el tercer pilot oficial de l'equip Ford World Rally Team coincidint amb l'entrada de l'oficina de Turisme d'Abu Dhabi com a màxim espònsor de l'equip. Debutà en el Ral·li de Finlàndia finalitzant en 16a posició i competí en quatre ral·lis aquella temporada.
Des de l'any 2008 és oficialment el tercer pilot de l'equip oficial de Ford, el BP Ford Abu Dhabi WRT, compartint equip amb Mikko Hirvonen i Jari-Matti Latvala. Aconseguí els seus primers punts del Mundial al Ral·li d'Irlanda de 2009, on finalitzà 8é.